# Добу
Добу (англ. Dobu) — остров в Тихом океане. Является территорией государства Папуа — Новая Гвинея. Административно относятся к провинции Милн-Бей региона Папуа.

## География
Добу представляет собой небольшой остров, расположенный в архипелаге Д'Антркасто. Находится в проливе Доусон, который отделяет остров Фергуссон от острова Норманби. С точки зрения геологии, остров имеет вулканическое происхождение и представляет собой потухший вулкан. Значительная часть Добу покрыта густой тропической растительностью. Лишь населённые районы занимают или вторичные леса, или луга. Климат на острове тропический. Выделяются два сезона. Среднегодовое количество осадков составляет около 2540 мм.

## История
Европейским первооткрывателем островов Д'Антркасто, в состав которых входит остров Добу, является французский путешественник Жозеф Брюни Д’Антркасто, открывший архипелаг в 1793 году во время поисков пропавшего корабля Жан-Франсуа де Лаперуза. В целом же, местные жители имели репутацию безжалостных воинов и людоедов, которые не раз нападали на жителей соседних островов.
Регулярные контакты островитян с европейцами были налажены в середине XIX века, а в 1884 году на Добу высадились первые «охотники за чёрными дроздами», которые вывезли часть местных жителей для работы на плантациях в других странах. Впоследствии на острове появились и свои плантации кокосовых пальм, а копра стала основным экспортным товаром.
В 1888 году последовала формальная аннексия островов Д’Антркасто Британской империей, которые стали частью Британской Новой Гвинеи (с 1904 года — Территории Папуа под управлением Австралии). В 1891 году на Добу была основана первая христианская миссия, тем не менее миссионерам потребовалось свыше сорока лет, что обратить всех островитян в христианство.
С 1975 года остров Добу является частью независимого государства Папуа — Новая Гвинея.

## Население
В 1980 году на острове проживало около 900 человек. Коренным языком местных жителей является добу.